# 검은목두루미
검은목두루미는 두루미목 두루미과의 새이다. 키 100~130cm, 무게 4.5~6 kg이다. 북유럽과 서아시아에서 번식하고 겨울이 되면 아프리카와 남유럽으로 가는 철새이다.
대한민국에서는 멸종위기 야생생물 Ⅱ급, 천연기념물 제 451호로 지정하여 보호하고 있다. 몸은 대부분 회색이며, 머리와 목 앞부분이 검은색이다. 우리나아의 습지, 호수, 농경지 등에서 주로 월동한다. 세계적으로 개체수는 많지만 우리나라에는 다른 두루미류 무리에 섞여 소수만 도래한다. 서식지의 감소와 단편화, 먹이 부족으로 위협받고 있다.

## 형태 및 생태
몸길이는 114cm가량이다. 몸은 전체적으로 회색이다. 이마에서 눈앞을 지나 목의 앞쪽으로 검은색이며, 눈의 뒤에서 목의 뒤쪽으로 흰색이다. 이마에서 머리꼭대기까지 붉은색의 점이 있다. 날 때 날개덮깃의 회색과 날개깃의 검은색이 뚜렷한 대비를 이룬다. 부리는 비교적 짧으며, 다리는 검은색이다. 땅에 앉았을 때에는 내측 둘째날개깃이 길게 뻗어 꼬리를 덮고 처진다.
넓은 초원을 좋아하며 우리나라의 습지, 호수, 농경지, 개활지 등에서 주로 월동한다. 습지나 농경지, 호수 등에서 식물성인 농작물의 곡류, 풀, 뿌리, 수생식물 등과 동물성인 곤충류, 개구리, 작은 조류, 설치류, 지렁이, 복족류 등 동식물을 혼식한다. 습지, 호수, 소택지의 지상에 갈대와 같은 풀, 줄기, 잎, 이끼류 등을 다량으로 쌓아올려 큰 둥지를 만든다. 4~5월 갈색에 암갈색이나 적갈색 무늬와 반점이 산재한 타원형 알을 2개 정도 낳는다. 포란 기간은 30~33일이며, 암수가 교대로 품는다.
해외에는 중앙시베리아, 러시아의 극동부, 중국의 북동 지역에 서식하며, 중국, 한국, 일본, 대만 등으로 이동하여 월동기를 보낸다. 국내에는 경기도 파주의 임진강 일대, 강원도 철원평야 일대, 충청남도 서산 천수만 일대, 전라남도 순천만 일대에서 소수가 관찰된다. 포획된 개체는 과거 서울대공원 동물원에서 전시했었으며 과거 그런 곳에서 볼 수 있었으나 현재는 볼 수 없다.

## 사진

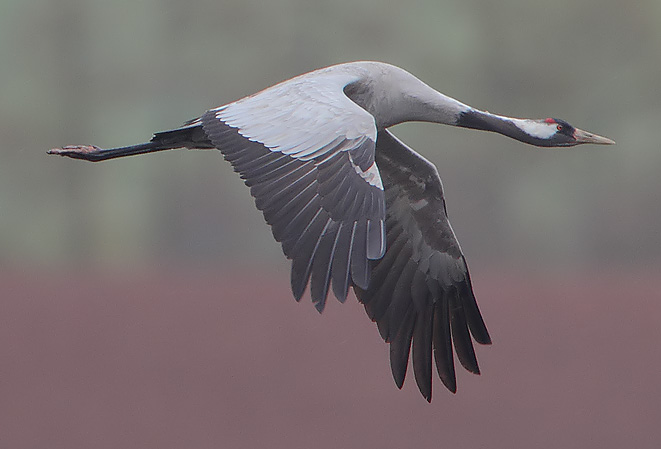
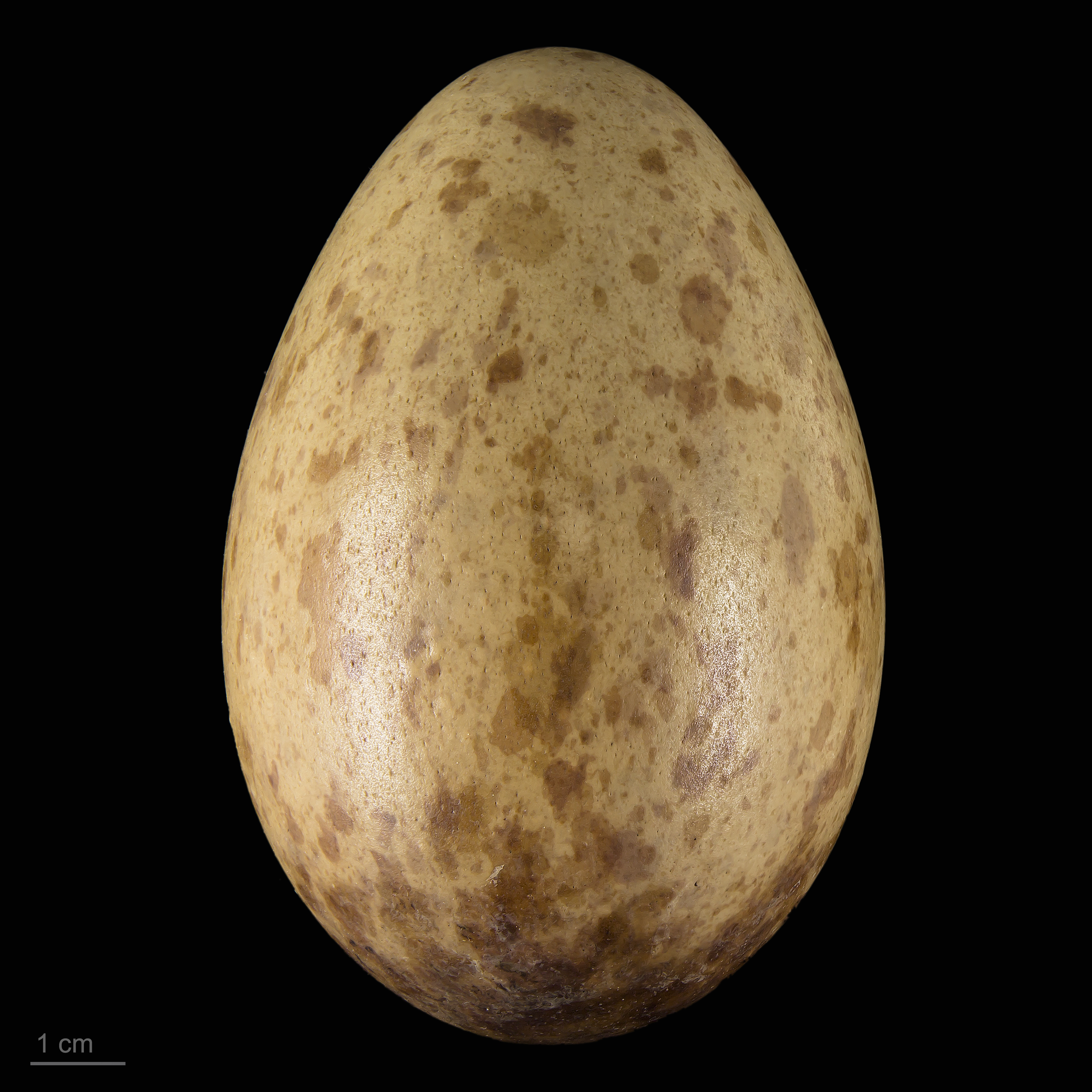
Museum specimen - Haapajarvi, Finland